# Antoine d'Aubusson
Pour les autres membres de la famille, voir Maison d'Aubusson.
Antoine d'Aubusson, né en 1413 et mort avant 1488, est un seigneur appartenant à la maison d'Aubusson, qui sert les rois Charles VII et Louis XI et participe à la défense de Rhodes lors du siège de 1480.

## Biographie

### Une famille seigneuriale
Antoine d'Aubusson est né en ou vers 1413. Il est chevalier et seigneur du Monteil-au-Vicomte, fief dont il a hérité,,.

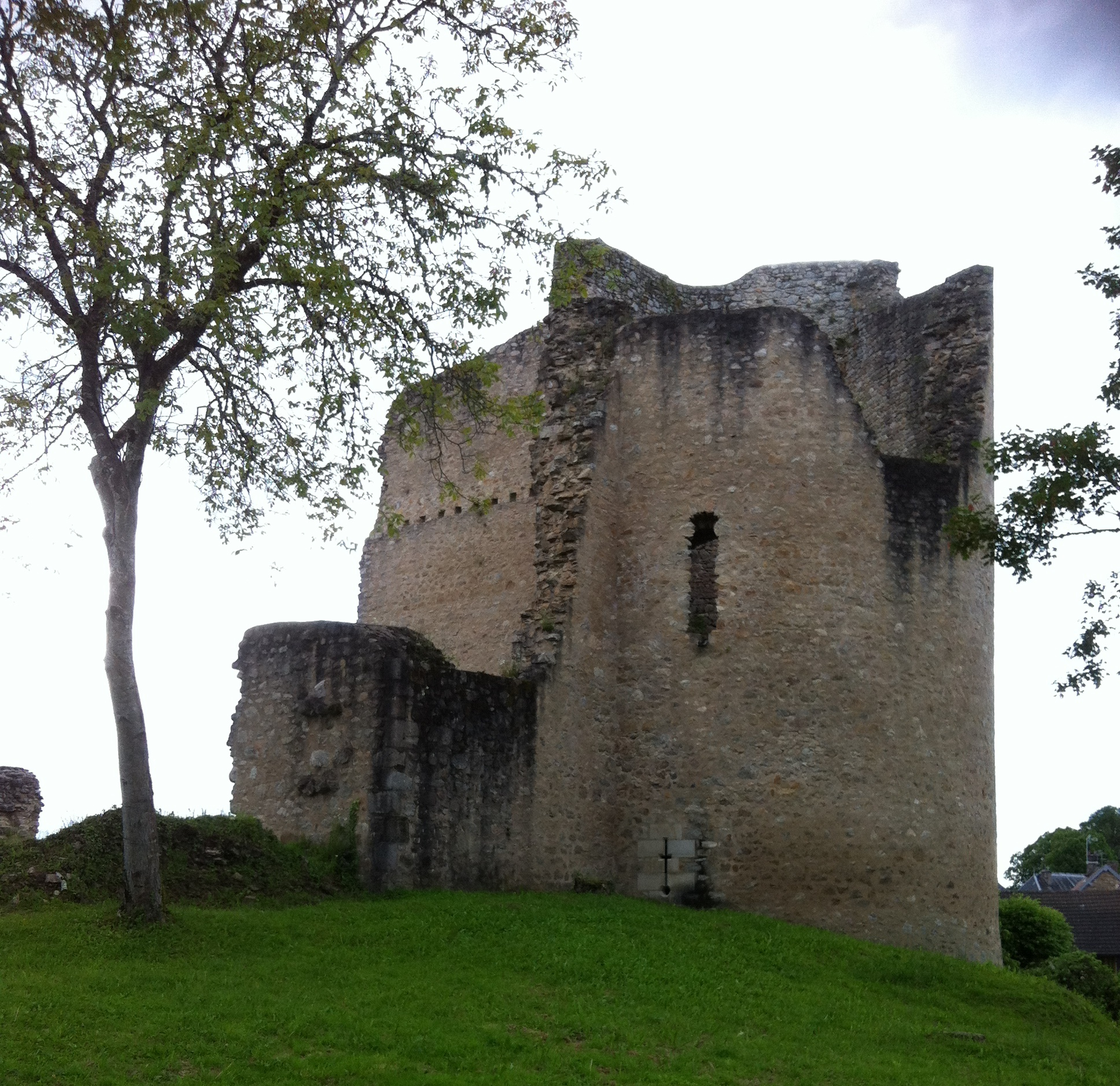
Château du Monteil-au-Vicomte, Creuse.

Il est le fils aîné de Rainaud III d'Aubusson, chevalier, seigneur du Monteil-au-Vicomte et de sa femme Marguerite de Comborn, dame de Chirac, fille de Guichard de Comborn, vicomte de Comborn.

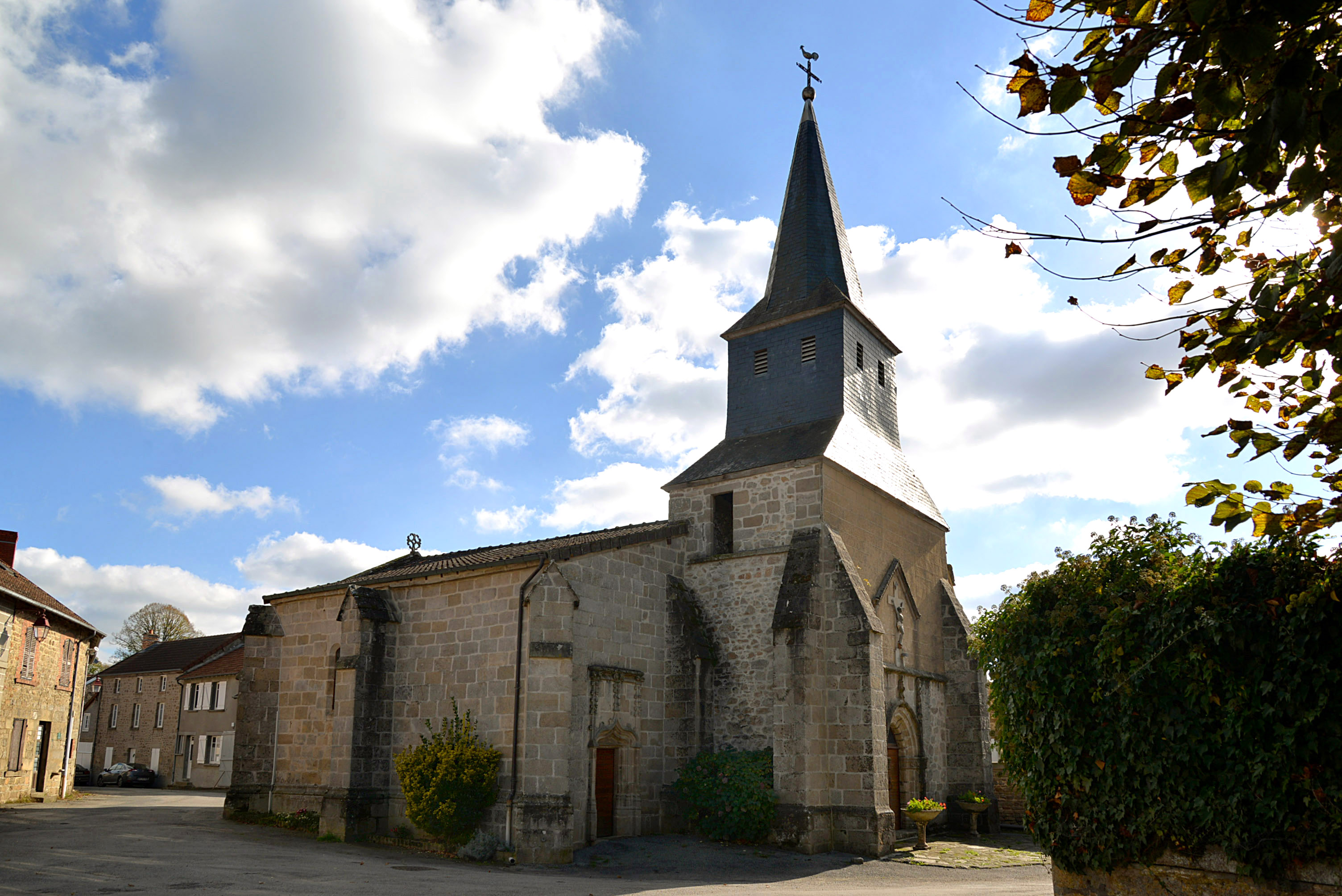
Église Saint-Pierre du Monteil-au-Vicomte.

Antoine d'Aubusson a quatre frères : Hugues d'Aubusson, évêque de Tulle, Louis d'Aubusson, évêque de Tulle après son frère, Guichard d'Aubusson, successivement évêque de Couserans, de Cahors et de Carcassonne et Pierre d'Aubusson, grand-maître de l'ordre des Hospitaliers. Ils ont trois sœurs : Souveraine, épouse de Guy de Blanchefort, Marguerite, mariée à Mathelin Brachet, chevalier, seigneur de Montaigu-le-Blanc et Catherine, abbesse de La Règle à Limoges.
Antoine d'Aubusson fait construire une chapelle accolée au sud à l'église Saint-Pierre du Monteil-au-Vicomte, et offre en 1475 le grand vitrail du chœur, qui le représente en prière avec ses frères. Ce vitrail est aujourd'hui disparu.

### Au service du roi
En 1441, écuyer échanson de Charles Ier de Bourbon, Antoine d'Aubusson est nommé châtelain de Bellegarde.

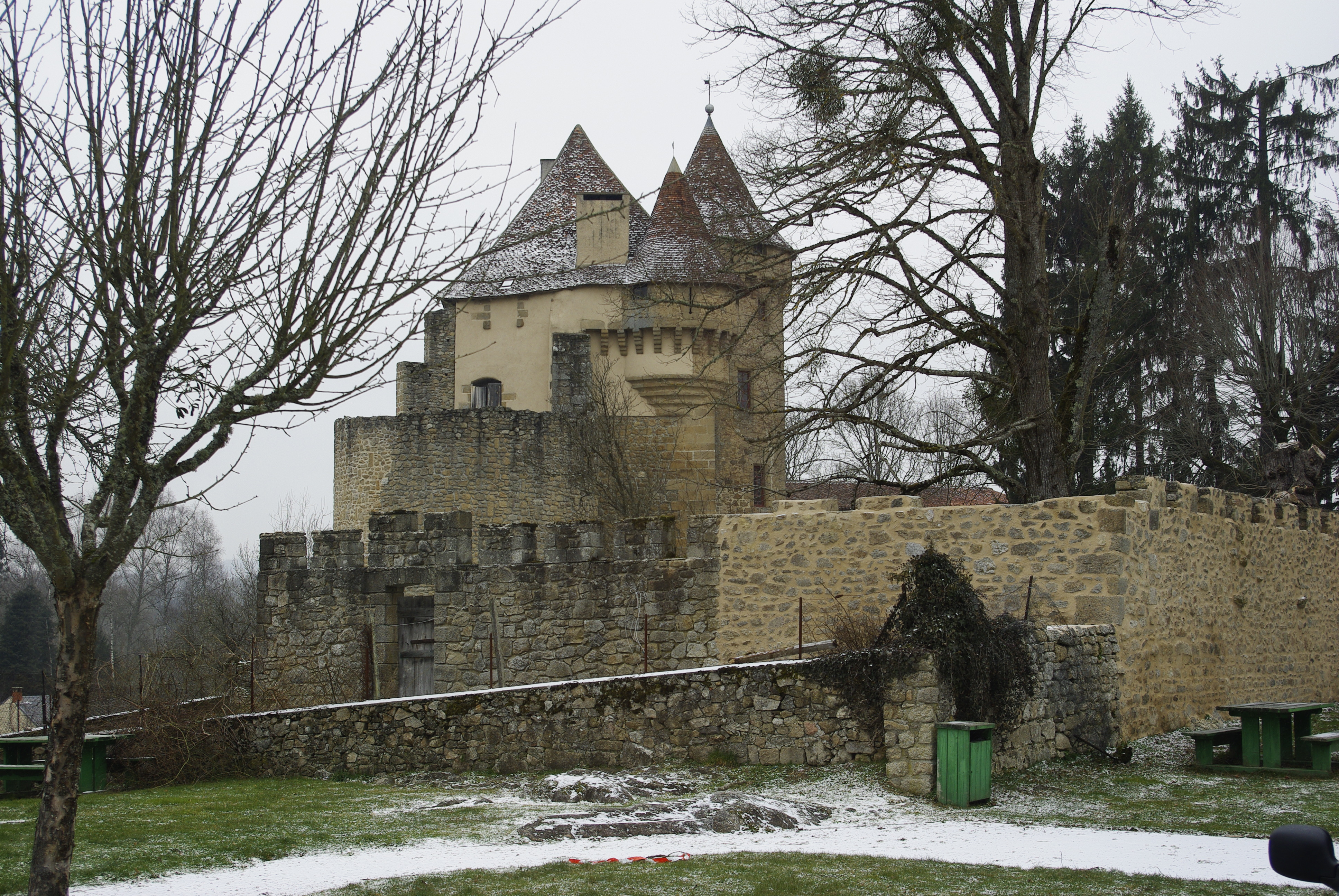
Château de Pontarion, Creuse.

Il participe à la conquête de la Guyenne,. En 1453, Charles VII lui donne la seigneurie d'Anglade, confisquée à Jean d'Anglade,. Le roi lui confie des missions diplomatiques en Milanais et le nomme en 1450 chambellan et bailli de Touraine,, poste qu'il conserve jusqu'en 1461.
Antoine d'Aubusson reçoit du roi Charles VII des dons qui lui assurent des revenus conséquents, comme le fief de Semblançay, et les ponts de Tours en 1458. Il fait bâtir une chapelle dédiée à saint Bernardin dans l'église des mineurs de Tours. Il achète la seigneurie de Pontarion.
Antoine d'Aubusson est présent, et signalé comme tel, aux obsèques du roi Charles VII. Disgracié à la mort de Charles VII, il retrouve ensuite la faveur de Louis XI qui le nomme bailli de Caux, poste qu'il conserve de 1466 à 1477,.

### Le siège de Rhodes

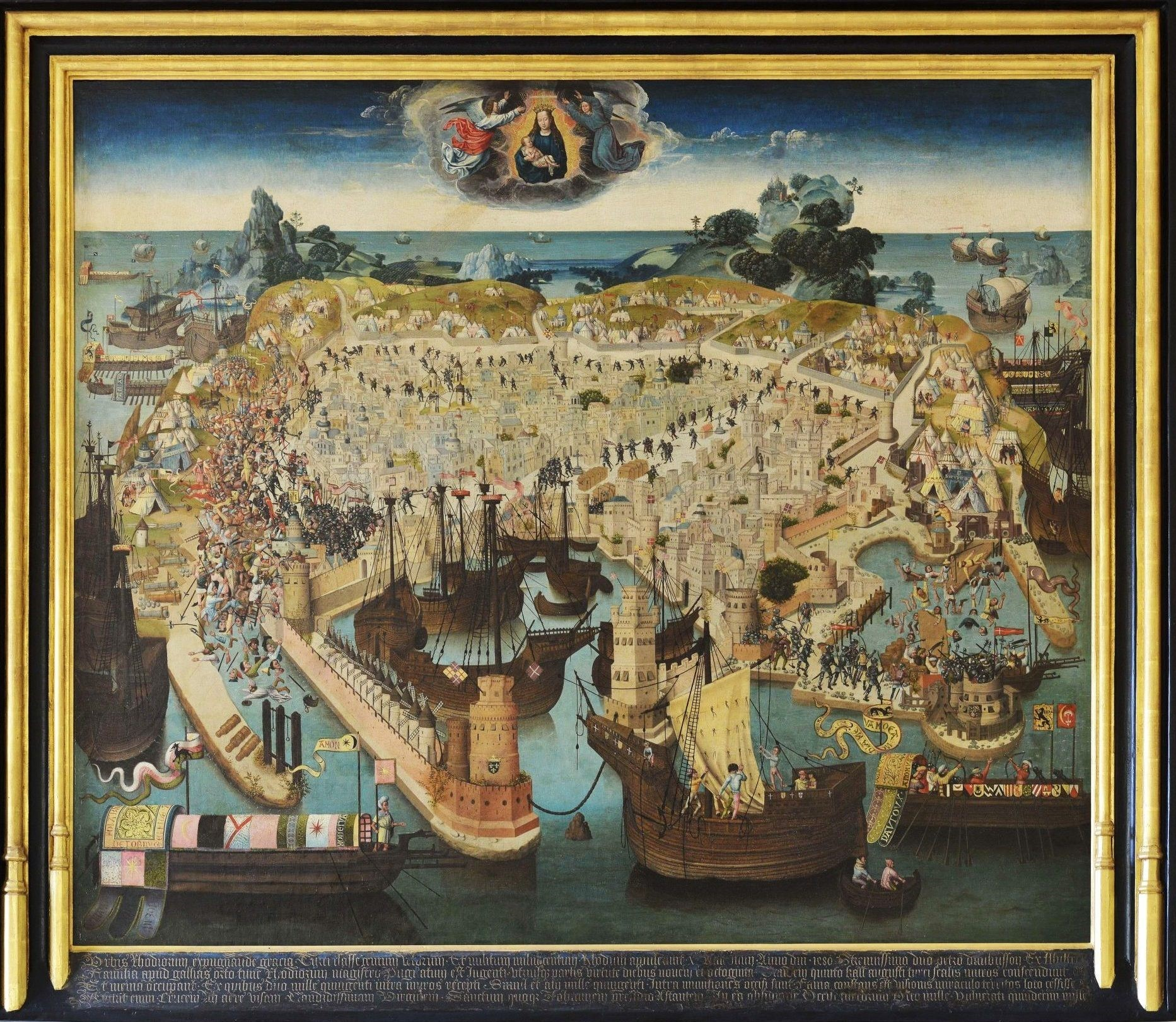
Le Siège de Rhodes par les Turcs en 1480, commandé par Antoine d'Aubusson et conservé au Musée du vin de Champagne et d'Archéologie régionale d'Épernay.

À la demande de son frère cadet Pierre d'Aubusson, grand-maître de l'ordre des Hospitaliers, Antoine d'Aubusson participe à la défense de Rhodes, lors du siège de 1480,,. Son frère le nomme capitaine de Rhodes,. Après la victoire, il revient en France, et profite de l'argent apporté par l'emprisonnement de Djem Sultan, détenu par l'ordre des Hospitaliers notamment dans son château du Monteil-le-Vicomte en 1484.
Il est le commanditaire d'un tableau, Le Siège de Rhodes par les Turcs en 1480, commémorant la résistance lors du siège de Rhodes, peint à la demande du roi Louis XI pour être exposé à Notre-Dame. Le chapitre de Notre-Dame refuse ce tableau, probablement par peur de l'iconoclasme qui se développe alors. Il est actuellement conservé au musée du vin de Champagne et d'archéologie régionale d'Épernay,,,.
Antoine d'Aubusson est encore vivant en janvier 1485. Il est enterré sous un gisant, disparu depuis, dans l'église Saint-Pierre du Monteil-au-Vicomte.

### Mariages et descendance
Antoine d'Aubusson épouse en 1450 Marguerite de Villequier, sœur d'André de Villequier, un des favoris de Charles VII. Elle est la fille de Robert de Villequier, seigneur de Villequier et de Marie de Gamaches. Ils ont sept filles :
- Marie, dame du Monteil-au-Vicomte après son frère Antoine II, épouse en 1457 Guy d'Arpajon ;
- Louise, épouse vers 1473 Jacques de Rochechouart seigneur du Bourdet ;
- Catherine, épouse de Guichard de Saint-Georges ;
- Marguerite, abbesse de La Règle ;
- Françoise, épouse de Guillaume d'Estaing ;
- Louise, prieure de Nouic ;
- Marguerite, épouse de Jean de Saint-Georges[1].

Antoine d'Aubusson se remarie avec Louise de Peyre, fille d'Astorg seigneur de Peyre et de Louise de Saignes. Ils ont deux enfants :
- Antoine II d'Aubusson, seigneur du Monteil-au-Vicomte, mort en 1506 sans alliance ;
- Jeanne, dame de La Faye et de Pontarion épouse de Foucaud de Pierre-Buffière puis de Pierre de Lur[1].